# 笑 (电影)
《笑》是1979年9月由中央新闻纪录电影制片厂拍摄的影片。
该片是相声主题影片，全片以崭新的“相声TV”的形式收录了15段相声。用片中侯宝林、郭全宝的话讲：“今天我们是拍电影，就是找观众们非常熟悉的那么十几对相声演员，每人说那么一点，这样呢，既能够听到声音，又能够看到形象，既能听又能看。”

## 概述
片中出现的相声作品及表演者依次为：
- 《笑的研究》 侯宝林 郭全宝
- 《特殊生活》 王志涛 陈连仲
- 《如此照相》 姜昆 李文华
- 《讲卫生》 马三立 王凤山
- 《人欢路畅》 侯跃文 石富宽
- 《新桃花源记》 马季 唐杰忠
- 《一枝新花》 常宝霆 白全福
- 《抚瑶琴》 苏文茂 马志存
- 《要条件》 魏文亮 孟祥光
- 《唱的特点》 刘文亨 班德贵
- 《念白字》 郝爱民 赵炎
- 《以妈为“马”》 赵振铎 赵世忠
- 《动力研究》 常贵田 常宝华
- 《计划生育好》 杨振华 金炳昶
- 《不正之风》 高英培 范振钰